# Rhodococcus rosaeluteae
Rhodococcus rosaeluteae är en insektsart som beskrevs av Borchsenius 1953. Rhodococcus rosaeluteae ingår i släktet Rhodococcus och familjen skålsköldlöss.
Artens utbredningsområde är Kazakstan. Inga underarter finns listade i Catalogue of Life.